# Nina Romaškova
Nina Apollonovna Romaškova, coniugata Ponomarëva (in russo Нина Аполлоновна Ромашкова-Пономарёва?; Sverdlovsk, 27 aprile 1929 – Mosca, 19 agosto 2016), è stata una discobola sovietica, vincitrice della medaglia d'oro alle Olimpiadi di Helsinki 1952 e Roma 1960.

## Biografia
Si interessò all'atletica leggera nel 1947, quando entrò alla facoltà di educazione fisica all'istituto pedagogico di Stavropol'. La sua prima gara ufficiale è del 1948 ai campionati del territorio di Stavropol', dove lanciò il disco a 30,53 m, nuovo record del territorio. In tre anni da quel momento divenne la migliore atleta sovietica della specialità. Nel 1949 Nina fu terza ai campionati sovietici e iniziò ad allenarla l'esperto Dmitrij Markov. Nel 1951 Romaškova divenne campionessa nazionale, exploit ripetuto nel 1952-1956, 1958, 1959.
Alle Olimpiadi di Helsinki 1952 fu parte della prima spedizione olimpica sovietica. A quel tempo il record olimpico del lancio del disco era detenuto da Gisela Mauermayer from con 47,63 m. Alla gara parteciparono 20 atlete da 17 nazioni. Nelle qualificazioni Nina fu prima con 45,05 m (36m erano sufficienti per la finale). In finale dopo il primo tentativo Nina Romaškova era seconda con 45,16 m, dietro alla compagna Nina Dumbadze (45,85 m). Ma al secondo lancio passò in testa con il record olimpico 50,84 m, che migliorò poi ancora con 51,42 m. Anche i tre lanci successivi furono oltre il vecchio primato.
Questa fu la prima medaglia d'oro in assoluto della storia dell'Unione Sovietica ai Giochi Olimpici.
Meno di un mese dopo, il 9 agosto 1952, a Odessa Nina Romaškova stabilì il nuovo record mondiale con 53,61 m. Fu superata nel mese d'ottobre dalla connazionale Dumbadze.
Nel 1954 fu campionessa europea. Ai Giochi del 1956 Romaškova vinse la medaglia di bronzo, mentre quattro anni più tardi, a Roma, conquistò il suo secondo alloro olimpico. Dopodiché annunciò il ritiro.

## Palmarès
| Anno | Manifestazione | Sede      | Evento           | Risultato | Misura  | Note            |
| ---- | -------------- | --------- | ---------------- | --------- | ------- | --------------- |
| 1952 | Olimpiadi      | Helsinki  | Lancio del disco | Oro       | 51,42 m | Record olimpico |
| 1954 | Europei        | Berna     | Lancio del disco | Oro       | 48,02 m |                 |
| 1956 | Olimpiadi      | Melbourne | Lancio del disco | Bronzo    | 52,02 m |                 |
| 1960 | Olimpiadi      | Roma      | Lancio del disco | Oro       | 55,10 m | Record olimpico |
| 1962 | Europei        | Belgrado  | Lancio del disco | 6ª        | 51,03 m |                 |
| 1964 | Olimpiadi      | Tokyo     | Lancio del disco | 11ª       | 52,48 m |                 |